# Listă de jocuri video Dungeons & Dragons

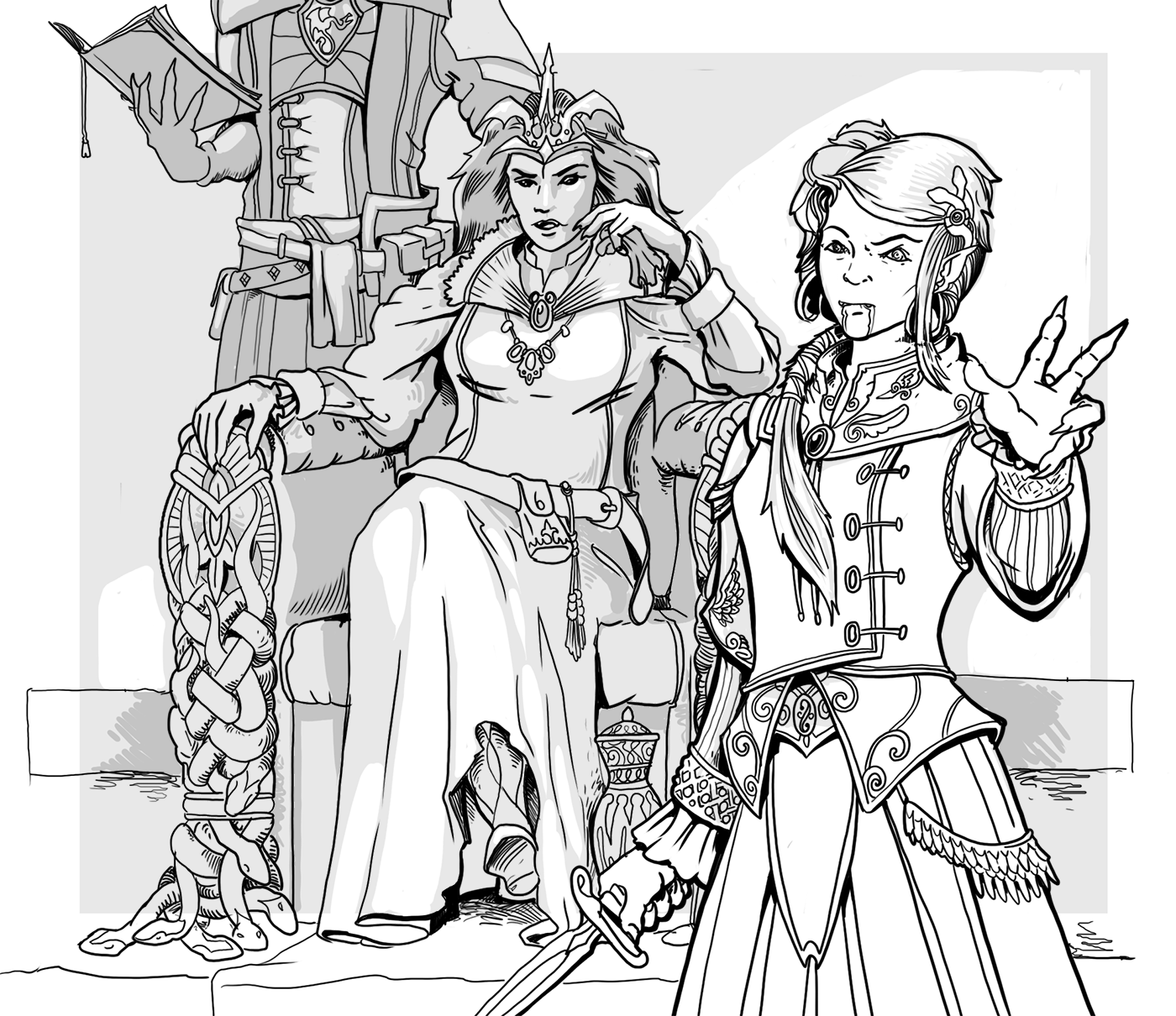

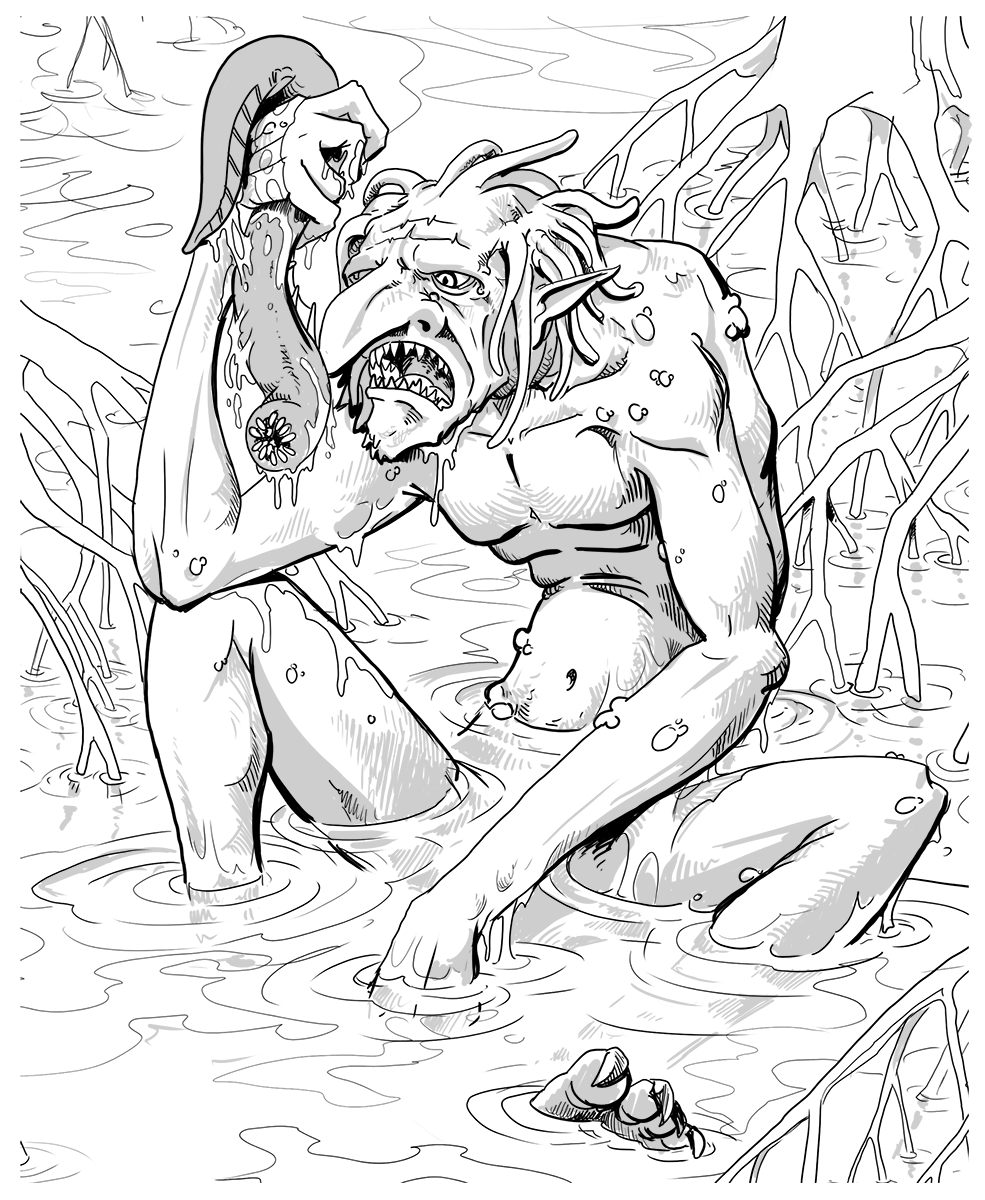

Aceasta este o listă de jocuri video de fantezie Dungeons & Dragons, inclusiv jocuri pe calculator, jocuri pe consolă, jocuri arcade și jocuri mobile.

## Licențiere
Primele jocuri cu licență Dungeons & Dragons au fost realizate de Mattel pentru Intellivision.
Până în 1987, au apărut o serie de jocuri inspirate de Dungeons & Dragons, cum ar fi seria Wizardry și Ultima, dar acestea nu erau licențiate de TSR, Inc.
TSR s-a gândit să-și creeze propriile jocuri video și a anunțat în 1987 că dorește un partener de dezvoltare a jocurilor pentru a realiza jocuri cu licență oficială. Cel puțin zece companii diferite au aplicat, inclusiv Electronic Arts și Origin Systems, dar TSR a atribuit contractul lui Strategic Simulations, Inc. (SSI) în primul rând datorită viziunii mai ample și experienței în jocurile de război pe computer. După o serie de succes de jocuri cu motor Gold Box, SSI și-a pierdut licența exclusivă în 1994. TSR a împărțit apoi licența între mai mulți editori.
TSR a acordat Interplay Productions, Inc. o licență pentru a utiliza mărcile comerciale Forgotten Realms și Planescape și proprietățile asociate pentru utilizare în produse pentru computer și jocuri video. În cadrul Interplay, o divizie numită Black Isle Studios a folosit acest acord de licență pentru a dezvolta o serie de jocuri de succes bazate pe cele două setări D&D. De asemenea, au publicat seria Baldur's Gate dezvoltată de compania canadiană BioWare. În 2003, Interplay a întâmpinat dificultăți financiare, ducând la închiderea Black Isle Studios. Următorul lor joc video D&D, cu numele de cod „Jefferson”, a fost anulat ca urmare a unor probleme legale cu Wizards of the Coast, noii deținători de drepturi de autor ale francizei D&D.
Wizards of the Coast a achiziționat TSR, producătorii Dungeons & Dragons, în 1997. Aceștia, la rândul lor, au fost achiziționați de Hasbro în 1999. Drept urmare, filiala Hasbro Interactive a câștigat dreptul de a folosi marca de joc Dungeons & Dragons. În 2001, întâmpinând dificultăți financiare, Hasbro a vândut 100% din Hasbro Interactive companiei franceze de software Infogrames Entertainment, SA într-o tranzacție de 100 de milioane de dolari. Acest lucru a dus la publicarea Neverwinter Nights în 2002, un joc dezvoltat tot de Bioware.

## Lista de jocuri
Sortate după setări (cunoscute și sub numele de lumi de joc).

### Forgotten Realms
Majoritatea tuturor jocurilor video D&D sunt plasate în Forgotten Realms (Tărâmuri Uitate). Din 2007 până în prezent, fiecare joc video D&D a fost plasat în Forgotten Realms. 
| Titlu                                            | Serie                      | Gen                | Platformă                             | Dezvoltator                      | Lansare                     | Motor                    |
| ------------------------------------------------ | -------------------------- | ------------------ | ------------------------------------- | -------------------------------- | --------------------------- | ------------------------ |
| Pool of Radiance                                 | Gold Box: Pool of Radiance | RPG (turn-based)   | Home computers, NES                   | SSI                              | 1988                        | Gold Box                 |
| Hillsfar                                         | Gold Box: Pool of Radiance | Action-adventure   | Home computers, NES                   | Westwood Studios                 | 1989                        |                          |
| Curse of the Azure Bonds                         | Gold Box: Pool of Radiance | RPG (turn-based)   | Home computers                        | SSI                              | 1989                        | Gold Box                 |
| Secret of the Silver Blades                      | Gold Box: Pool of Radiance | RPG (turn-based)   | Home computers                        | SSI                              | 1990                        | Gold Box                 |
| Eye of the Beholder                              | Eye of the Beholder        | RPG (action-based) | Home computers, Sega CD, SNES, Amiga  | Westwood Studios                 | 1990                        |                          |
| Eye of the Beholder II: The Legend of Darkmoon   | Eye of the Beholder        | RPG (action-based) | Home computers, Amiga                 | Westwood Studios                 | 1991                        |                          |
| Pools of Darkness                                | Gold Box: Pool of Radiance | RPG (turn-based)   | Home computers                        | SSI                              | 1991                        | Gold Box                 |
| Neverwinter Nights                               | Gold Box: Savage Frontier  | RPG (turn-based)   | Home computers                        | AOL, Stormfront Studios, SSI     | 1991                        | Gold Box                 |
| Gateway to the Savage Frontier                   | Gold Box: Savage Frontier  | RPG (turn-based)   | Home computers                        | Stormfront Studios               | 1991                        | Gold Box                 |
| Treasures of the Savage Frontier                 | Gold Box: Savage Frontier  | RPG (turn-based)   | MS-DOS, Amiga                         | Stormfront Studios               | 1992                        | Gold Box                 |
| Spelljammer: Pirates of Realmspace               |                            | RPG (turn-based)   | MS-DOS                                | Cybertech Systems                | 1992                        |                          |
| Eye of the Beholder III: Assault on Myth Drannor | Eye of the Beholder        | RPG (action-based) | MS-DOS, PC-98                         | SSI                              | 1993                        |                          |
| Forgotten Realms: Unlimited Adventures           | Gold Box                   | RPG (turn-based)   | MS-DOS, Mac                           | MicroMagic, Inc.                 | 1993                        | Gold Box                 |
| Dungeon Hack                                     |                            | RPG (roguelike)    | MS-DOS                                | DreamForge Intertainment         | 1993                        |                          |
| Menzoberranzan                                   |                            | RPG (action-based) | MS-DOS                                | DreamForge Intertainment         | 1994                        | Ravenloft                |
| Blood & Magic                                    |                            | Real-time strategy | MS-DOS                                | Tachyon Studios                  | 1996                        |                          |
| Descent to Undermountain                         |                            | RPG (action-based) | MS_DOS, Windows                       | Interplay                        | 1998                        |                          |
| Baldur's Gate                                    | Baldur's Gate              | RPG                | Windows, Mac                          | BioWare                          | 30 noiembrie 1998           | Infinity Engine          |
| Baldur's Gate: Tales of the Sword Coast          | Baldur's Gate              | RPG                | Windows, Mac                          | BioWare                          | 30 aprilie 1999             | Infinity Engine          |
| Icewind Dale                                     | Icewind Dale               | RPG                | Windows, Mac                          | Black Isle Studios               | 20 iunie 2000               | Infinity Engine          |
| Baldur's Gate II: Shadows of Amn                 | Baldur's Gate              | RPG                | Windows, Mac                          | BioWare                          | 24 septembrie 2000          | Infinity Engine          |
| Icewind Dale: Heart of Winter                    | Icewind Dale               | RPG                | Windows                               | Black Isle Studios               | 21 februarie 2001           | Infinity Engine          |
| Baldur's Gate II: Throne of Bhaal                | Baldur's Gate              | RPG                | Windows, Mac                          | BioWare                          | 21 iunie 2001               | Infinity Engine          |
| Icewind Dale: Trials of the Luremaster           | Icewind Dale               | RPG                | Windows                               | Black Isle Studios               | 7 septembrie 2001           | Infinity Engine          |
| Pool of Radiance: Ruins of Myth Drannor          |                            | RPG (turn-based)   | Windows                               | Stormfront Studios               | 27 septembrie 2001          |                          |
| Baldur's Gate: Dark Alliance                     | Dark Alliance              | Hack and slash     | PS2, Xbox, Nintendo GameCube, GBA     | Snowblind Studios                | 2 decembrie 2001            | Dark Alliance Engine     |
| Neverwinter Nights                               | Neverwinter Nights         | RPG                | Windows, Mac, Linux                   | BioWare                          | 18 iunie 2002               | Aurora Engine            |
| Icewind Dale II                                  | Icewind Dale               | RPG                | Windows                               | Black Isle Studios               | 27 august 2002              | Infinity Engine          |
| Dungeons & Dragons: Eye of the Beholder          |                            | RPG (turn-based)   | Game Boy Advance                      | Pronto Games                     | 30 octombrie 2002           |                          |
| Neverwinter Nights: Shadows of Undrentide        | Neverwinter Nights         | RPG                | Windows, Mac, Linux                   | Floodgate Entertainment, BioWare | 21 iunie 2003               | Aurora Engine            |
| Neverwinter Nights: Hordes of the Underdark      | Neverwinter Nights         | RPG                | Windows, Mac, Linux                   | BioWare                          | 2 decembrie 2003            | Aurora Engine            |
| Forgotten Realms: Demon Stone                    |                            | RPG (action-based) | Windows, PS2, Xbox                    | Stormfront Studios               | 2004                        |                          |
| Neverwinter Nights: Mobile                       | Neverwinter Nights         | RPG (action-based) | Mobile phone                          | Floodgate Entertainment          | 2004                        |                          |
| Baldur's Gate: Dark Alliance II                  | Dark Alliance              | Hack and slash     | PS2, Xbox                             | Black Isle Studios               | 20 ianuarie 2004            | Dark Alliance Engine     |
| Neverwinter Nights: Shadowguard                  | Neverwinter Nights         | RPG                | Windows, Mac, Linux                   | Floodgate Entertainment          | 10 noiembrie 2004           | Aurora Engine            |
| Neverwinter Nights: Witch's Wake                 | Neverwinter Nights         | RPG                | Windows, Mac, Linux                   | BioWare                          | 10 noiembrie 2004           | Aurora Engine            |
| Neverwinter Nights: Kingmaker                    | Neverwinter Nights         | RPG                | Windows, Mac, Linux                   | BioWare                          | 10 noiembrie 2004           | Aurora Engine            |
| Neverwinter Nights: Pirates of the Sword Coast   | Neverwinter Nights         | RPG                | Windows, Mac, Linux                   | BioWare                          | 20 septembrie 2005          | Aurora Engine            |
| Neverwinter Nights: Infinite Dungeons            | Neverwinter Nights         | RPG                | Windows, Mac, Linux                   | BioWare                          | 26 mai 2006                 | Aurora Engine            |
| Neverwinter Nights: Wyvern Crown of Cormyr       | Neverwinter Nights         | RPG                | Windows, Mac, Linux                   | BioWare                          | 14 septembrie 2006          | Aurora Engine            |
| Neverwinter Nights 2                             | Neverwinter Nights         | RPG                | Windows, Mac                          | Obsidian Entertainment           | 31 octombrie 2006           | Electron Engine          |
| Neverwinter Nights 2: Mask of the Betrayer       | Neverwinter Nights         | RPG                | Windows                               | Obsidian Entertainment           | 27 septembrie 2007          | Electron Engine          |
| Dungeons & Dragons: Tiny Adventures              |                            |                    | Facebook                              |                                  | 2008                        |                          |
| Neverwinter Nights 2: Storm of Zehir             | Neverwinter Nights         | RPG                | Windows                               | Obsidian Entertainment           | 18 noiembrie 2008           | Electron Engine          |
| Neverwinter Nights 2: Mysteries of Westgate      | Neverwinter Nights         | RPG                | Windows                               | Ossian Studios                   | 29 aprilie 2009             | Electron Engine          |
| Heroes of Neverwinter                            |                            |                    | Facebook                              | Liquid Entertainment             | 2011                        |                          |
| Dungeons & Dragons: Daggerdale                   | Dark Alliance              | Hack and slash     | PS3, Xbox 360, Windows                | Bedlam Games                     | 25 mai 2011                 |                          |
| Baldur's Gate: Enhanced Edition                  | Baldur's Gate              | RPG                | Windows, Mac, Linux, iOS, Android     | Overhaul Games                   | 28 septembrie 2012          | Infinity Enhanced Engine |
| Neverwinter                                      |                            | MMORPG             | Windows, Xbox One, PS4                | Cryptic Studios                  | 20 iunie 2013               |                          |
| Dungeons & Dragons: Arena of War                 |                            | Action             | iOS, Android                          | DeNA                             | 17 octombrie 2013           | Unity (game engine)      |
| Baldur's Gate II: Enhanced Edition               | Baldur's Gate              | RPG                | Windows, Mac, Linux, iOS, Android     | Overhaul Games                   | 15 noiembrie 2013           | Infinity Enhanced Engine |
| Icewind Dale: Enhanced Edition                   | Icewind Dale               | RPG                | Windows, Mac, Linux, iOS, Android     | Overhaul Games                   | 30 octombrie 2014           | Infinity Enhanced Engine |
| Lords of Waterdeep                               |                            | Boardgame          | iOS, Android                          | Playdek                          | 21 noiembrie 2014           |                          |
| Sword Coast Legends                              |                            | RPG                | Windows, OS X, Linux, PS4, Xbox One   | N-Space, Digital Extremes        | 29 septembrie 2015          |                          |
| Baldur's Gate: Siege of Dragonspear              | Baldur's Gate              | RPG                | Windows, Mac, Linux, iOS, Android     | Beamdog                          | 31 martie 2016              | Infinity Enhanced Engine |
| Idle Champions of the Forgotten Realms           |                            | Idle clicker       | Mac, Windows, iOS, Android, PS4, Xbox | Codename Entertainment           | 8 septembrie 2017           |                          |
| Tales from Candlekeep: Tomb of Annihilation      |                            | Boardgame          | Mac, Windows                          | BKOM Studios                     | 11 octombrie 2017           |                          |
| Neverwinter Nights: Enhanced Edition             | Neverwinter Nights         | RPG                | Windows, Mac                          | Beamdog                          | 27 martie 2018              | Aurora Enhanced Engine   |
| Warriors of Waterdeep                            |                            | Turn-based tactics | Android, iOS                          | Ludia                            | 28 mai 2019                 |                          |
| Dungeons & Dragons: Dark Alliance                | Dark Alliance              | Hack and slash     | PC, consoles                          | Tuque Games                      | 2021                        |                          |
| Baldur's Gate III                                | Baldur's Gate              | RPG                |                                       | Larian Studios                   | TBA (early access 2020)     | Divinity 4 Engine        |
| Dungeons & Dragons: Dice Adventures              |                            |                    | iOS, Android                          | Wizards of the Coast             | TBA (soft launch 2019-2020) |                          |

### Dragonlance
| Titlu                   | Serie                 | Gen                 | Platformă                          | Dezvoltator      | Lansare | Motor      |
| ----------------------- | --------------------- | ------------------- | ---------------------------------- | ---------------- | ------- | ---------- |
| Heroes of the Lance     | Silver Box            | Action platformer   | Home computers, NES, Master System | U.S. Gold        | 1988    | Silver Box |
| Dragons of Flame        | Silver Box            | Action platformer   | Home computers, NES                | U.S. Gold        | 1989    | Silver Box |
| Shadow Sorcerer         | Silver Box            | Real-time strategy  | Home computers                     | U.S. Gold        | 1991    |            |
| War of the Lance        |                       | Turn-based strategy | Home computers                     | SSI              | 1989    |            |
| DragonStrike            |                       | Flight simulator    | Home computers                     | Westwood Studios | 1990    |            |
| DragonStrike (NES)      |                       | Scrolling shooter   | NES                                | Westwood Studios | 1992    |            |
| Champions of Krynn      | Gold Box: Dragonlance | RPG (turn-based)    | Home computers                     | SSI              | 1990    | Gold Box   |
| Death Knights of Krynn  | Gold Box: Dragonlance | RPG (turn-based)    | Home computers                     | SSI              | 1991    | Gold Box   |
| The Dark Queen of Krynn | Gold Box: Dragonlance | RPG (turn-based)    | Home computers                     | SSI              | 1992    | Gold Box   |

### Mystara
| Titlu                                           | Gen                 | Platformă           | Dezvoltator      | Lansare |
| ----------------------------------------------- | ------------------- | ------------------- | ---------------- | ------- |
| Dungeons & Dragons: Order of the Griffon        | RPG (turn-based)    | TurboGrafx 16       | Westwood Studios | 1992    |
| Dungeons & Dragons: Warriors of the Eternal Sun | RPG (turn-based)    | Sega Genesis        | Westwood Studios | 1992    |
| Fantasy Empires                                 | Turn-based strategy | MS-DOS              | Silicon Knights  | 1993    |
| Dungeons & Dragons: Tower of Doom               | Hack and slash      | Arcade, Sega Saturn | Capcom           | 1994    |
| Dungeons & Dragons: Shadow over Mystara         | Hack and slash      | Arcade, Sega Saturn | Capcom           | 1996    |

### Dark Sun
| Titlu                          | Gen              | Platformă | Dezvoltator | Lansare |
| ------------------------------ | ---------------- | --------- | ----------- | ------- |
| Dark Sun: Shattered Lands      | RPG (turn-based) | MS-DOS    | SSI         | 1993    |
| Dark Sun: Wake of the Ravager  | RPG (turn-based) | MS-DOS    | SSI         | 1994    |
| Dark Sun Online: Crimson Sands | MMORPG           | Windows   | SSI         | 1996    |

### Ravenloft
| Titlu                               | Gen                | Platformă           | Dezvoltator              | Lansare |
| ----------------------------------- | ------------------ | ------------------- | ------------------------ | ------- |
| Ravenloft: Strahd's Possession      | RPG (action-based) | MS-DOS              | DreamForge Intertainment | 1994    |
| Ravenloft: Stone Prophet            | RPG (action-based) | MS-DOS              | DreamForge Intertainment | 1995    |
| Iron & Blood: Warriors of Ravenloft | Fighting           | MS-DOS, PlayStation | Take 2 Interactive       | 1997    |

### Greyhawk
Greyhawk was the original Advanced Dungeons & Dragons setting. It was superseded by the Forgotten Realms around 1985, but it became the official default D&D setting in 2000. The Greyhawk video games were released shortly after.
| Titlu                        | Gen              | Platformă | Dezvoltator                          | Lansare            |
| ---------------------------- | ---------------- | --------- | ------------------------------------ | ------------------ |
| Dungeons & Dragons: Heroes   | Hack and Slash   | Xbox      | Atari Hunt Valley Development Studio | septembrie 2003    |
| The Temple of Elemental Evil | RPG (turn based) | Windows   | Troika Games                         | 16 septembrie 2003 |
| Dungeons & Dragons Tactics   | RPG (turn based) | PSP       | Kuju Entertainment                   | 14 august 2007     |

### Eberron
| Titlu                                 | Gen                | Platformă | Dezvoltator          | Lansare            |
| ------------------------------------- | ------------------ | --------- | -------------------- | ------------------ |
| Dungeons & Dragons: Dragonshard       | Real-time strategy | Windows   | Liquid Entertainment | 21 septembrie 2005 |
| Dungeons & Dragons Online: Stormreach | MMORPG             | Windows   | Turbine, Inc.        | 28 februarie 2006  |

### Alte setări
| Titlu                                           | Setări     | Gen                 | Platformă           | Dezvoltator               | Lansare           |
| ----------------------------------------------- | ---------- | ------------------- | ------------------- | ------------------------- | ----------------- |
| Dungeons & Dragons Computer Fantasy Game        | Generic    | Action              | Handheld LCD        | Mattel                    | 1981              |
| Dungeon!                                        | Blackmoor  | Boardgame           | Apple II            | Bruce Nesmith, Keith Enge | 1982              |
| Advanced Dungeons & Dragons: Cloudy Mountain    | Generic    | Action-adventure    | Intellivision       | Mattel                    | 1982              |
| Advanced Dungeons & Dragons: Treasure of Tarmin | Generic    | Action-adventure    | Intellivision       | Tom Loughry               | 1982              |
| Stronghold                                      | Generic    | Real-time strategy  | MS-DOS              | Stormfront Studios        | 1993              |
| Al-Qadim: The Genie's Curse                     | Al-Qadim   | RPG (action-based)  | MS-DOS              | Cyberlore Studios         | 1994              |
| Slayer                                          | Generic    | RPG (action-based)  | 3DO                 | Lion Entertainment        | 1994              |
| DeathKeep                                       | Generic    | FPS                 | Windows, 3DO        | Lion Entertainment        | 1996              |
| Birthright: The Gorgon's Alliance               | Birthright | Turn-based strategy | MS-DOS              | Synergistic Software      | 1996              |
| Planescape: Torment                             | Planescape | RPG                 | Windows             | Black Isle Studios        | 12 decembrie 1999 |
| Planescape: Torment: Enhanced Edition           | Planescape | RPG                 | Windows, Mac, Linux | Overhaul Games            | 11 aprilie 2017   |

### Colecții
| Titlu                                               | Serie               | Setări             | Platformă                     | Editură           | Lansare        |
| --------------------------------------------------- | ------------------- | ------------------ | ----------------------------- | ----------------- | -------------- |
| AD&D Limited Edition Collector's Set                | Various             | Various            | MS-DOS                        | SSI               | 1990           |
| AD&D Collector's Edition                            | Various             | Various            | MS-DOS, Mac                   | WizardWorks       | 1994           |
| AD&D Collector's Edition Vol. 3                     | Savage Frontier     | Forgotten Realms   | MS-DOS                        | SSI               | 1994           |
| Fantasy Fest!                                       | Various             | Forgotten Realms   | MS-DOS                        | SSI               | 1994           |
| AD&D Eye of the Beholder Trilogy                    | Eye of the Beholder | Forgotten Realms   | MS-DOS                        | SSI               | 1995           |
| AD&D Ultimate Fantasy                               | Various             | Various            | Intellivision                 | Slash Corporation | 1995           |
| AD&D Masterpiece Collection                         | Dark Sun/Ravenloft  | Dark Sun/Ravenloft | Windows                       | Mindscape         | 1996           |
| The Forgotten Realms Archives                       | Various             | Forgotten Realms   | Windows                       | Interplay         | 1997           |
| The Forgotten Realms Deluxe Edition                 | Various             | Forgotten Realms   | Windows                       | Interplay         | 2006           |
| Dungeons & Dragons Collection                       | Mystara             | Mystara            | Sega Saturn                   | Capcom            | 3 aprilie 1999 |
| Gamefest: Forgotten Realms Classics                 | Various             | Forgotten Realms   | Windows                       | Interplay         | 2001           |
| Neverwinter Nights Gold Edition                     | Neverwinter Nights  | Forgotten Realms   | Windows                       | Infogrames        | 2003           |
| Neverwinter Nights Platinum Edition                 | Neverwinter Nights  | Forgotten Realms   | Windows                       | Infogrames        | 2004           |
| Atari Collection: Rollenspiele                      | Various             | Various            | Windows                       | Atari             | 2005           |
| Neverwinter Nights Diamond Compilation              | Neverwinter Nights  | Forgotten Realms   | Windows                       | Infogrames        | 2005           |
| Ultimate Dungeons & Dragons                         | Various             | Various            | Windows                       | Atari             | 2005           |
| Dungeons & Dragons Anthology: The Master Collection | Various             | Various            | Windows                       | Atari             | 2011           |
| Dungeons & Dragons: Neverwinter Nights Complete     | Neverwinter Nights  | Forgotten Realms   | Windows                       | Atari             | 2011           |
| Dungeons & Dragons: Chronicles of Mystara           | Mystara             | Mystara            | PS3, Xbox 360, Wii U, Windows | Capcom            | 2013           |